# Lambdina vitraria
Lambdina vitraria là một loài bướm đêm thuộc họ Geometridae. Nó được tìm thấy ở Bắc Mỹ, bao gồm Arizona và Utah.

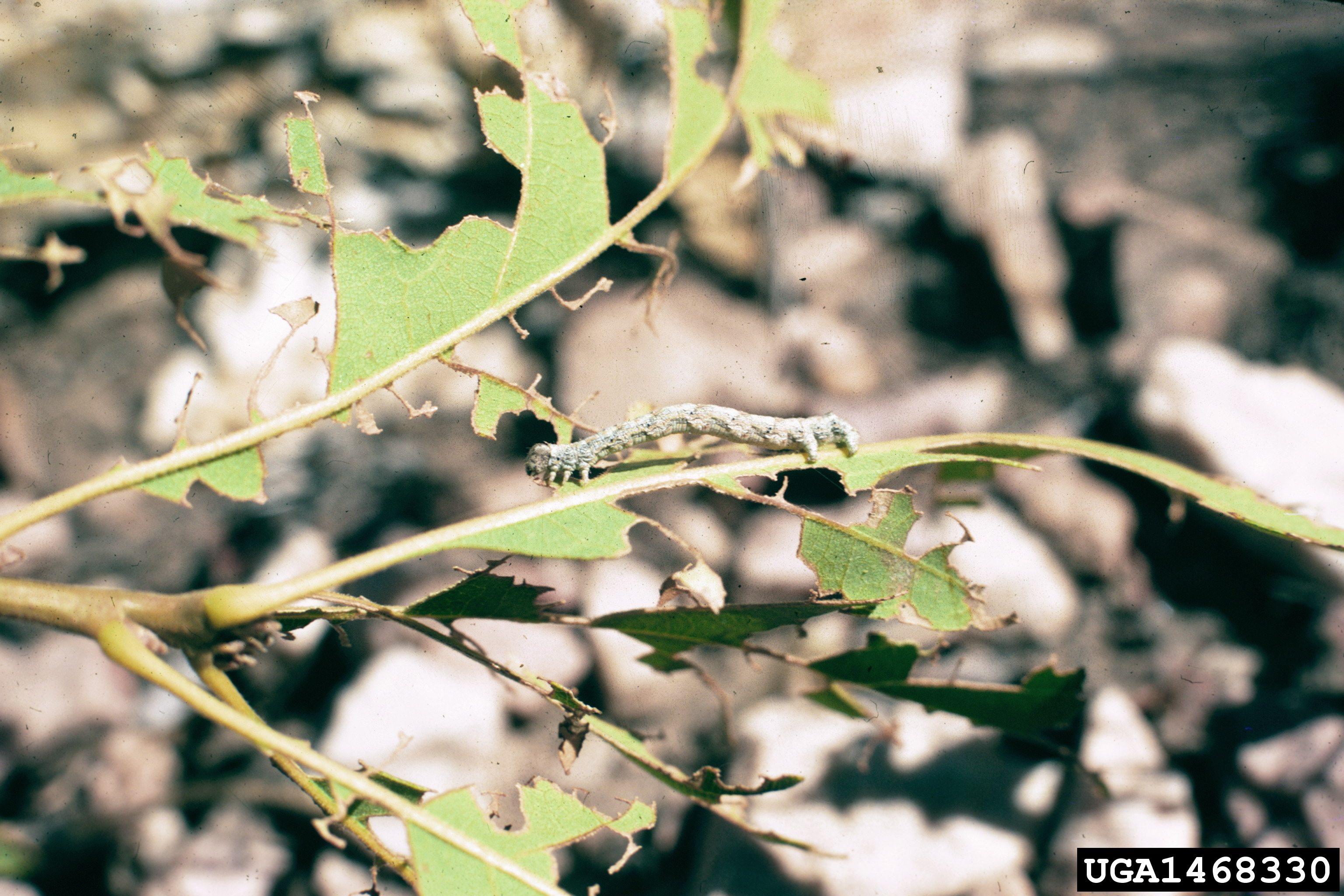
Sâu bướm

The larva feed on Quercus species, bao gồm Quercus gambelii.